# Ветлужский уезд
Ветлу́жский уе́зд — административно-территориальная единица в составе Костромского наместничества, Костромской губернии и Нижегородской губернии, существовавшая в 1778—1929 годах. Уездный город — Ветлуга.

## География
Уезд располагался на востоке Костромской губернии, граничил с Вятской и Вологодской губерниями. Площадь уезда составляла 13 181,5 вёрст² (15 001 км²) в 1897 году, 17 158 км² — в 1926 году.

## История
Ветлужский уезд в составе Костромского наместничества был образован в 1778 году в ходе административной реформы Екатерины II. С 1796 года уезд в составе Костромской губернии.
В одном из докладов Петра Илинского подробно описано празднование Тихонова дня в селе Михайловицы Ветлужского уезда. Запись произведена со слов местного священника Копицинского. В этих местах бытовало предание о пребывании здесь Тихона и об избавлении им местного населения от змей.
27 июля 1922 года Ветлужский уезд был передан в Нижегородскую губернию.
27 апреля 1923 года к Ветлужскому уезду были присоединены Архангельская, Богоявленская, Вознесенская, Новопокровская, Туранская и Шудская волости упразднённого Варнавинского уезда.
В 1924 году все сельсоветы Хорошевской волости вошли в состав Вознесенско-Вохомского района Северо-Двинской губернии.
14 июня 1927 года из Никольского района Северо-Двинской губернии в Пыщугскую волость Ветлужского уезда был передан Носковский сельсовет.
10 июня 1929 года Нижегородская губерния и все её уезды были упразднены, большая часть Ветлужского уезда вошла в состав Ветлужского района Шарьинского округа Нижегородской области.

## Административное деление
В 1890 году в состав уезда входило 20 волостей
| № п/п | Волость               | Волостное правление | Число селений | Население |
| ----- | --------------------- | ------------------- | ------------- | --------- |
| 1     | Вохомская             | д. Горлово          | 48            | 4558      |
| 2     | Гагаринская           | д. Притыкино        | 61            | 6547      |
| 3     | Глушковская           | д. Скрябино         | 34            | 4784      |
| 4     | Заводская             | с. Архангельское    | 42            | 3027      |
| 5     | Заречная              | с. Карпуниха        | 13            | 1773      |
| 6     | Какшинская            | д. Жирново          | 34            | 2083      |
| 7     | Николо-Шангская       | с. Шанга            | 49            | 5548      |
| 8     | Ново-Успенская        | с. Новоуспенское    | 57            | 7386      |
| 9     | Одоевская             | с-цо Нагорное       | 32            | 3280      |
| 10    | Ошминская             | д. Коржавинская     | 27            | 3335      |
| 11    | Печенкинская          | д. Белышиха         | 29            | 4632      |
| 12    | Подгородная           | с. Спасское         | 43            | 4123      |
| 13    | Пыщугская             | с. Пыщуг            | 33            | 3230      |
| 14    | Рождественская        | с. Ивановское       | 47            | 6331      |
| 15    | Спиринская            | д. Спирино          | 33            | 3368      |
| 16    | Тоншаевская           | с. Тоншаево         | 88            | 9682      |
| 17    | Хмелевицкая           | с. Хмелевицы        | 100           | 8885      |
| 18    | Хорошевская           | д. Круглица         | 60            | 2959      |
| 19    | Шангско-Городищенская | д. Кривячка         | 58            | 4890      |
| 20    | Широковская           | с. Широкое          | 46            | 5045      |

В 1913 году в уезде было 19 волостей: Одоевская и Спиринская волости объединены в Одоевско-Спиринскую.
В 1926 году в уезде было 15 волостей:
- Белышевская (центр — с. Белышево),
- Ветлужская,
- Вохомская (центр — д. Горлово),
- Заветлужская (центр — с. Заветлужье),
- Какшинская (центр — д. Жирново),
- Новопокровская (центр — с. Новопокровское),
- Новоуспенская (центр — с. Новоуспенское),
- Одоевская (центр — с. Никольское Одоевское),
- Пыщугская (центр — с. Пыщуг),
- Рождественская (центр — д. Ивановская),
- Стрелицкая (центр — д. Мошкино),
- Тоншаевская (центр — с. Тоншаево),
- Хмелевицкая (центр — с. Хмелевицы),
- Шангско-Городищенская (центр — д. Кривячка),
- Шарьинская (центр — ст. Шарья).

## Население
По данным переписи 1897 года в уезде проживало 120 836 чел., в том числе русские — 98,2 %; марийцы — 1,6 %. В уездном городе Ветлуге проживало 5 179 чел.
По итогам всесоюзной переписи населения 1926 года население уезда составило 234 322 человек, из них городское — 10 290 человек.